# Сабиха Гьокчен
Сабиха Гьокчен (на турски: Sabiha Gökçen) е турски пилот, първата жена в света, която пилотира самолет-изтребител, и първата, която работи във военната авиация. Други като Мари Марвинг и Евгения Шаховска я предхождат като военни пилоти, но в други роли, а не като летци-изтребители, и без да са учили във военна академия. Тя е измежду 13-те осиновени деца на Кемал Ататюрк, „бащата на съвременната турска държава“. През 1925 г., при посещение в Бурса, Ататюрк се запознава с малката 12-годишна Сабиха, останала без родители след Първата световна война. По-късно я осиновява и тя заминава да живее в столицата Анкара.

## Биография
Съгласно турски източници и интервюта на самата Сабиха, тя е дъщеря на Мустафа Иззет-бей и Хайрийе-ханъм, които са етнически босненци. Журналистът Хрант Динк публикува през 2004 г. статията «Тайната на Сабиха Хатун» (Sabiha Hatun’un Sırrı), в която бившата жителка на Газиантеп, арменката Рипсиме Себилджян (Hripsime Sebilciyan) твърди, че е роднина на Гьокчен, имайки предвид нейния арменски произход.. Официални турски източници и друга осиновена дъщеря на Ататюрк, Юлкю Адатепе (Ülkü Adatepe) (загинала в автомобилна катастрофа на 1 август 2012 г.), оспорват тази версия.
Сабиха завършва началното си образование в Анкара, после продължава обучението си в известния девически колеж, разположен в квартал Юскюдар на Истанбул. През 1934 г. Ататюрк успява да въведе в турското законодателство задължителното ползване на фамилни имена. Тогава Сабиха получава фамилията Гьокчен, от турската дума „гьок“ (небе).
По-късно Ататюрк основава авиационното училище „Türkkuşu“ (в буквален превод: „Турска птица“), в което младата Сабиха се записва с голям ентусиазъм. В авиошколата Сабиха се справя отлично с овладяването на пилотските умения и по-късно е изпратена да се усъвършенства в СССР. Тя се превръща в абсолютната изненада на турската авиация като жената, която безпроблемно пилотира и най-модерните военни самолети в турската авиобаза край Ескишехир.
От 1938 до 1955 г. Сабиха Гьокчен е главен обучаващ в елитното авиоучилище „Türkkuşu“. В професионалната си кариера тя има над 8000 летателни часа и е пилотирала 22 различни по модификация самолети. През 1996 г. Военновъздушната академия на САЩ я отличава като единствената жена сред 20-те най-знаменити летци в историята на военната авиация.
Днес едно от международните летища край Истанбул носи нейното име.